# Nashville (Geórgia)
Nashville é uma cidade localizada no estado americano de Geórgia, no Condado de Berrien.

## Demografia
Segundo o censo americano de 2000, a sua população era de 4697 habitantes.
Em 2006, foi estimada uma população de 4814, um aumento de 117 (2.5%).

## Geografia
De acordo com o United States Census Bureau tem uma área de 12,1 km², dos quais 12,0 km² cobertos por terra e 0,1 km² cobertos por água.

## Localidades na vizinhança
O diagrama seguinte representa as localidades num raio de 24 km ao redor de Nashville.